# EK Cephei
EK Cephei (EK Cep / HD 206821 / HIP 107083) és un estel variable a la constel·lació de Cefeu. De magnitud aparent màxima +7,88, s'hi troba aproximadament a 530 anys llum del Sistema Solar.
EK Cephei és un estel binari proper —la separació entre components és comparable al diàmetre de les components— la component principal de les quals és un estel blanc de la seqüència principal de tipus espectral A1V. Aquesta té una temperatura efectiva de 9002 K i una massa de 2,02 masses solars. Gairebé 15 vegades més lluminosa que el Sol, el seu radi és un 58% més gran que el radi solar. Gira sobre si mateixa amb una velocitat de rotació projectada de 23 km/s. La component secundària té el 55% de la massa de la seva companya i posseeix una temperatura de 5604 K. És 1,55 vegades més lluminosa que el Sol i el seu radi és un 32% més gran que el d'aquest, i la seva velocitat de rotació és d'almenys 10,5 km/s. El sistema té una metal·licitat comparable a la solar ([Fe/H] = +0,07) i la seva edat s'estima en 25 milions d'anys.
El parell constitueix una binària eclipsant amb un període orbital de 4,4278 dies. La seva lluentor conjunta disminueix 1,33 magnituds durant l'eclipsi principal —quan l'estel més brillant i calent és eclipsat pel seu acompanyant— però amb prou feines 0,07 magnituds durant l'eclipsi secundari.